# اندیس معمولان۱ (ML۱)
معمولان۱(ML۱) یک اندیس غیرفلزی است که در حوالی شهر پل دختر استان لرستان قرار دارد و مادهٔ معدنی موجود در آن، قیر طبیعی است.سنگ میزبان این اندیس آهک است  